# Preslavs litterära skola
Preslavs litterära skola (Pliskas litterära skola) var den första litterära skolan i Bulgarien. Den upprättades av Boris I 885 eller 886 i Bulgariens huvudstad, Pliska. 893 flyttade Simeon I skolans säte från Pliska till Bulgariens nya huvudstad, Preslav.
Preslavs litterära skola var det viktigaste litterära och kulturella centrumet i Bulgarien och bland alla slaviska folk tills Preslav intogs och brändes av den bysantinska kejsaren Johannes I Tzimiskes 972. Ett antal framträdande bulgariska författare och lärde verkade vid skolan, bland dem Naum av Preslav (till 893), Konstantin av Preslav, Johannes Exarken, Tjernorizets Chrabar med flera.
Skolan var också ett centrum för översättning, mestadels av bysantinska författare, samt för poesi, måleri och målad keramik. Skolan hade sannolikt en nyckelroll i utvecklingen av det kyrilliska alfabetet, då de tidigaste kyrilliska inskrifterna har hittats i området runt Preslav.